# Перекрестови-Осипови
Перекрестови-Осипови (Перехрестови-Осипови) — слобідський козацький старшинський і російський дворянський рід. Почав своє існування в 1719 році. Був відгалуженням іншого слобідського роду — Перекрестових . Представники цього роду були полковниками Сумського слобідського козацького полку, та полковою Охтирською старшиною. Рід Перекрестових-Осипових як дворянський був внесений до VI й ІІ-ї частини родовідної книги Харківської, Полтавської, Чернігівської, Курської губерній.

## Походження роду
Відомий слобідсько-український (черкаський, слобожанський) козацький старшинський, а після остаточного приєднання до Росії (1765 рік) й російський дворянський рід. Перший представник роду Василь Данилович Перекрестов, що приєднав після шлюбу (1719 рік) до свого прізвища прізвище дружини. Рід Перекрестових був видатним як козацька полкова старшина та осадчі, але занепав після опали полковника Івана Івановича Перекрестова (1704 рік). Маєтки було конфісковано, а сама родина тимчасово відсторонена від полковництва. В той же час, до полковництва долучається інша старшинська родина Осипових. Федір Осипович, та його син Максим Федорович Осипови були полковниками Охтирського полку. Федір Осипович, крім цього, ще й був з 1711 року  бригадиром Слобідських козацьких полків. Саме з представницею цього роду, Марією Михайлівною, одружується Василь Данилович Перекрестов. Так як його майбутня дружина була останньою в роду Осипових, її дід бригадир Федір Осипович, поставив умову, щоб майбутній зять, добавив прізвище дружини до свого. Другим шлюбом, Василь Данилович споріднюється з іншим відомим козацьким старшинських родом Шидловських. Перекрестову — Осипову навіть вдається стати полковником Сумського козацького полку, на деякий час потіснивши майже безперервне полковництво Кондратьєвих.

## Походження прізвища
Перекрестами чи перехрестами йменували юдеїв які перейшли до християнства. Саме такої думки дотримувалися архієпископ Філарет (Гумілевський) та історик Дмитро Багалій. В такому разі, Перекрестови виходять з євреїв. Але слід зауважити, що також перехрестами іменували колишніх католиків, та греко-католиків які перейшли до візантійського обряду.
Друга частина прізвища Осипови, не зважаючи на російське закінчення «-ов», має в корінні розповсюджену в українській мові форму імені Йосип — Осип.

## Представники роду

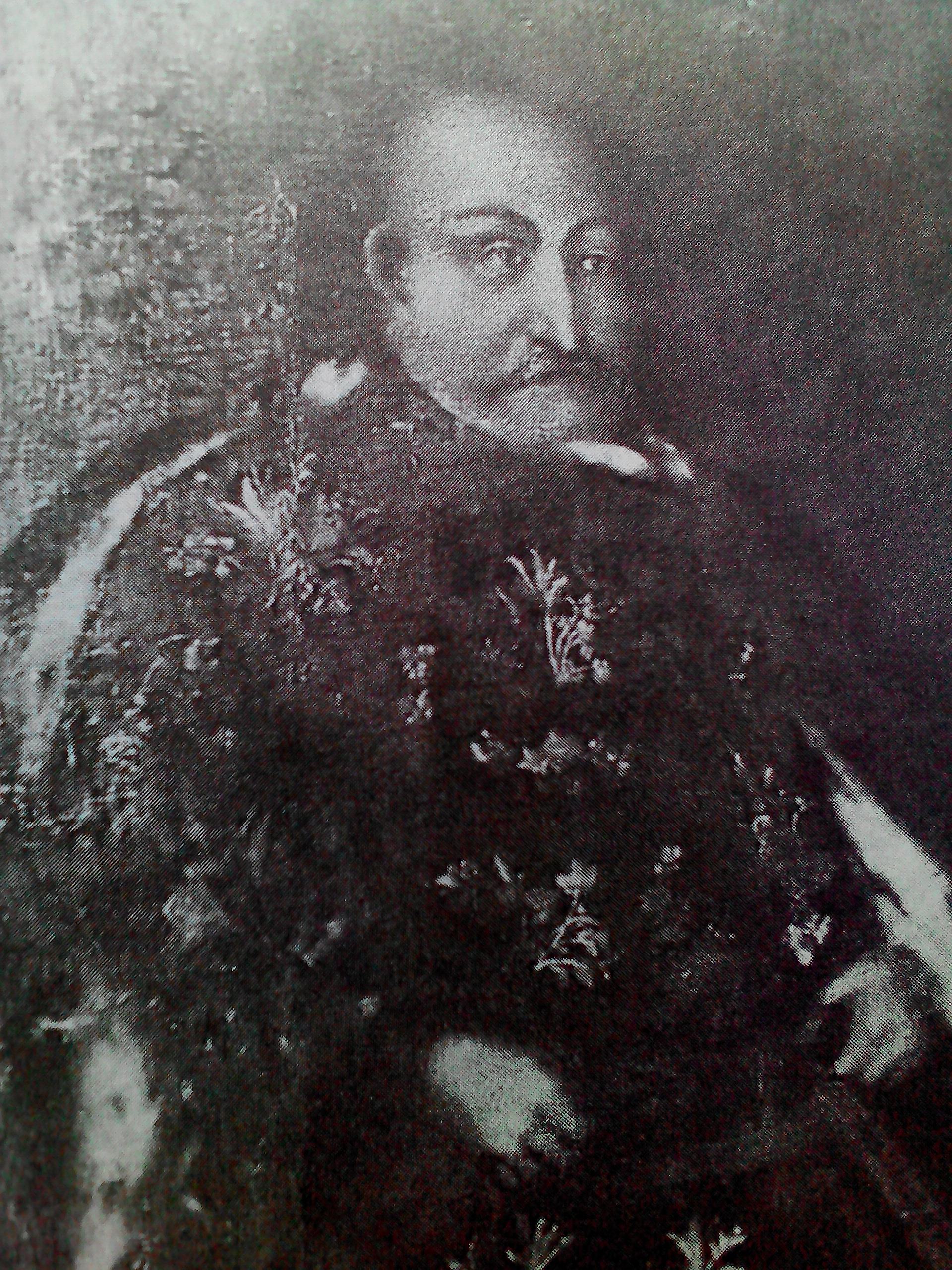
Портрет Охтирського полковника Федора Осипова (XVII-XVIII ст.), першого з родини Осипових.

- Василь Данилович Перекрестов (з 1719 р. Перекрестов — Осипов)- син Данила Івановича Перекрестова. Полковник Сумського козацького полку (1728–173? р.). Був одружений першим шлюбом з Марією Михайлівною (померла в 1731 році), дочкою Охтирського полковника Михайла Федоровича Осипова (1711–1724 рр.), та онучкою бригадира Слобідських полків (з 1711 р.), та полковника того ж Охтирського полку (1704–1711 рр.) Федора Осиповича Осипова. Після одруження приєднав до свого прізвища, прізвище родини дружини. Другим шлюбом (з 1731 року) одружений з Марією Лаврентіївною (померла в 1745 році), донькою Ізюмського полковника Лаврентія Івановича Шидловського. Мав багато дітей від обох дружин. Був першим представником родини — Перекрестових-Осипових.
  - Григорій Васильович Перекрестов-Осипов- син Василя Даниловича, від першого шлюбу.
  - Петро Васильович Перекрестов-Осипов- син Василя Даниловича, від першого шлюбу.
  - Євдокія Василівна Лісницька- донька Василя Даниловича, від першого шлюбу. Одружена з Дем'яном Лісницьким. Родина мала двох синів - Миколу та Григорія Дем'яновичів. Її діти з 1764 року вели довгу судову справу з нащадками її брата Василя Васильовича за слободи Матвіївку, Малижине, та хутір Братеницю. За рішенням Сенату, останні два зосталися в родині Лісницьких.
  - Григорій Васильович Перекрестов-Осипов- син Василя Даниловича, від другого шлюбу.[5]
  - Микола Васильович Перекрестов-Осипов- син Василя Даниловича, від другого шлюбу.
  - Василь Васильович Перекрестов-Осипов- син Василя Даниловича, від другого шлюбу. Одружений з Ганною Єреміївною (донькою Єремії Степановича Родзянка)[6] , з видатної старшинської родини Родзянків. Родина мала двох дітей (сина Єремію та доньку Анастасію). Поміщик в Богодухівському повіті. Після смерті Василя Васильовича, Ганна Єреміївна вийшла заміж вдруге за Петра Петровича Коновніцина, представника родини Коновніциних.[7]
    - Єремія Васильович Перекрестов-Осипов- син Василя Васильовича. Прем'єр-майор. Пізніше надвірний радник. Маршалок шляхти Краснокутського повіту в 1789–1795 роках.
      - Микола Єремійович Перекрестов-Осипов- син Єремії Васильовича. Надвірний радник. Маршалок шляхти Богодухівського повіту в 1840–1843 роках. В 1813 році, як прапорщик Лейб-гвардії кінно-єгерського полку, нагороджений орденом Святої Анни IV ступені.

    - Анастасія Василівна Боярська- донька Василя Васильовича. Була одружена з майором Максимом Михайловичем Боярським, представником Охтирського полкового слобідсько-українського козацького старшинського роду Боярських. Його батько, Михайло Іванович, був останнім (до 1765 року) Охтирським полковником, котрий після скасування полкового устрою Слобідської України, став підполковником новоутвореного Охтирського гусарського полку російської армії.
    - Петро Петрович Коновніцин- син Петра Петровича Коновніцина та Ганни Єреміївни Родзянко (в першому шлюбі Перекрестова-Осипова). По матері зведений брат Єремії Васильовича та Анастасії Василівни.

  - Ірина Василівна Перекрестова-Осипова- донька Василя Даниловича, від першого шлюбу.

## Зв'язки з другими аристократичними родами
З часом в Слобідських козацьких полках склалася старшинська еліта. Це були декілька магнатських родин, які майже постійно тримали владу в своїх руках. В Охтирському полку такими родинами були Перекрестови, Лесевицькі, Осипови, Боярські. В 1719 році, Перекрестови та Осипови зливаються воєдино, утворивши новий рід, це дало новий розквіт родині Перекрестових, та не дало згаснути родині Осипових. Через деякий час, в 1731 році, Перекрестови-Осипови споріднюються з відомою харківсько-ізюмською родиною старшин, та полковників Шидловських. Шлюб Василя Васильовича Перекрестова-Осипова , та Ганни Єреміївни Родзянко , споріднив Перекрестових-Осипових не тільки з миргородською старшинською родиною Родзянко, а також з харківським полковничим, та старшинським родом Куликовських. Ганна Єреміївна, була племінницею першої дружини Харківського полковника Матвія Прокоповича Куликовського, Пелагії Степанівни. також укріпило позиції роду, шлюб Анастасії Василівни з майором Боярським, представником ще одного представника полковничого роду Охтирського полку, який вельми успішно влився в загальноімперську аристократію.
Шлюбні зв'язки родини:
- Боярські
- Коновніцини
- Куликовські
- Осипови — материнський рід
- Родзянко
- Перекрестови — батьківський рід
- Шидловські

## Маєтки та земельні володіння
- Хутір Братениця  (в наш час село Братениця). Належало до маєтків родини Перекрестових, які конфісковано в 1704 році. Передано родині Осипових. При одруженні з Марією Михайлівною, Василь Данилович, отримав її разом з іншими маєтками Осипових. Після довгої судової справи (з 1764 року)між двома родинами, які по матерям походили з Перекрестових-Осипових (Коновніцини, та Лісницькі), маєток було віддано Лісницьким;
- Слобода Каплунівка (в наш час село Каплунівка). Володіння Перекрестових-Осипових (разом зі спорідненою родиною Кононовцевих). В 1798 році, цими родинами було побудовано храм Різдва Богородиці. Архітектор Растреллі;
- Слобода Матвіївка (в наш час село Матвіївка). Належало до маєтків родини Перекрестових, які конфісковано в 1704 році. Передано родині Осипових. При одруженні з Марією Михайлівною, Василь Данилович, отримав її разом з іншими маєтками Осипових. Після довгої судової справи (з 1764 року)між двома родинами, які по матерям походили з Перекрестових-Осипових (Коновніцини, та Лісницькі), маєток було поділено між двома родинами;
- Слобода Малижине (в наш час село Малижине). Належало до маєтків родини Перекрестових, які конфісковано в 1704 році. Передано родині Осипових. При одруженні з Марією Михайлівною, Василь Данилович, отримав її разом з іншими маєтками Осипових. Після довгої судової справи (з 1764 року)між двома родинами, які по матерям походили з Перекрестових-Осипових (Коновніцини, та Лісницькі), маєток було віддано Лісницьким;
- Слобода Рокитне (в наш час село Рокитне) Було родинним маєтком Куликовських Михайла Матвійовича Куликовського (1832 рік) перейшло до доньок Софії Михайлівні Хлопової, та Олені Михайлівні Перекрестової-Осипової (дружині штабс-капітана Перекрестова-Осипова).